# Nkawie

Nkawie (eller Nkawie Kuma) är en ort i sydvästra Ghana, beläget något väster om Kumasi. Den är huvudort för distriktet Atwima Nwabiagya, och folkmängden uppgick till 5 552 invånare vid folkräkningen 2010. Nkawie är sammanvuxen med Toase, och denna tätort hade cirka 10 000 invånare 2010.